# Eleições legislativas portuguesas de 1999 no distrito de Leiria
| Eleições legislativas portuguesas de 1999 Distritos: Aveiro \| Beja \| Braga \| Bragança \| Castelo Branco \| Coimbra \| Évora \| Faro \| Guarda \| Leiria \| Lisboa \| Portalegre \| Porto \| Santarém \| Setúbal \| Viana do Castelo \| Vila Real \| Viseu \| Açores \| Madeira \| Estrangeiro |

## Resultados por Concelho
Os resultados nos concelhos do Distrito de Leiria foram os seguintes:

### Alcobaça
| Partido                 | Partido                        | Votos  | %               | +/-  |
| ----------------------- | ------------------------------ | ------ | --------------- | ---- |
|                         | Partido Social Democrata       | 12 567 | 40,97 / 100,00  | 1,69 |
|                         | Partido Socialista             | 11 538 | 37,61 / 100,00  | 1,61 |
|                         | Partido Popular                | 2 718  | 8,86 / 100,00   | 1,34 |
|                         | Coligação Democrática Unitária | 2 246  | 7,32 / 100,00   | 3,61 |
|                         | Bloco de Esquerda              | 387    | 1,26 / 100,00   | Novo |
|                         | Outros                         | 502    | 1,64 / 100,00   |      |
| Votos Inválidos         | Votos Inválidos                | 718    | 2,34 / 100,00   | 0,07 |
| Total                   | Total                          | 30 676 | 100,00 / 100,00 |      |
| Eleitorado/Participação | Eleitorado/Participação        | 47 238 | 64,94 / 100,00  | 2,98 |

| Freguesia                 | %     | %     | %     | %     | %    | Votantes |
| Freguesia                 | PSD   | PS    | PP    | CDU   | BE   | Votantes |
| ------------------------- | ----- | ----- | ----- | ----- | ---- | -------- |
| Alcobaça                  | 34,37 | 33,15 | 9,84  | 16,62 | 2,25 | 3 110    |
| Alfeizerão                | 47,39 | 37,22 | 9,41  | 2,15  | 0,86 | 1 859    |
| Aljubarrota (Prazeres)    | 27,18 | 47,96 | 7,93  | 10,42 | 1,12 | 1 689    |
| Aljubarrota (São Vicente) | 63,14 | 23,81 | 6,53  | 2,54  | 0,59 | 1 180    |
| Alpedriz                  | 28,30 | 48,20 | 4,32  | 13,19 | 1,20 | 417      |
| Bárrio                    | 29,47 | 45,77 | 8,15  | 11,04 | 0,96 | 933      |
| Benedita                  | 54,32 | 27,60 | 10,64 | 1,80  | 2,09 | 4 547    |
| Cela                      | 41,04 | 30,18 | 8,16  | 13,93 | 0,67 | 1 630    |
| Coz                       | 26,69 | 50,90 | 7,87  | 8,13  | 0,68 | 1 169    |
| Évora de Alcobaça         | 52,30 | 31,27 | 7,48  | 4,48  | 0,48 | 2 501    |
| Maiorga                   | 19,87 | 56,68 | 6,06  | 11,69 | 0,80 | 1 369    |
| Martingança               | 29,52 | 50,14 | 9,60  | 5,93  | 1,13 | 708      |
| Montes                    | 35,99 | 44,17 | 7,16  | 6,34  | 1,84 | 489      |
| Pataias                   | 24,40 | 53,88 | 7,99  | 8,13  | 1,53 | 2 680    |
| São Martinho do Porto     | 36,21 | 44,62 | 9,92  | 4,62  | 1,44 | 1 320    |
| Turquel                   | 61,87 | 22,14 | 10,37 | 2,31  | 1,00 | 2 295    |
| Vestiaria                 | 22,49 | 48,74 | 5,31  | 15,50 | 1,26 | 716      |
| Vimeiro                   | 63,81 | 15,77 | 15,60 | 1,80  | 0,49 | 1 224    |
| Alcobaça                  | 40,97 | 37,61 | 8,86  | 7,32  | 1,26 | 30 676   |

### Alvaiázere
| Partido                 | Partido                  | Votos | %               | +/-  |
| ----------------------- | ------------------------ | ----- | --------------- | ---- |
|                         | Partido Social Democrata | 3 467 | 68,56 / 100,00  | 2,50 |
|                         | Partido Socialista       | 953   | 18,85 / 100,00  | 2,04 |
|                         | Partido Popular          | 460   | 9,10 / 100,00   | 0,62 |
|                         | Outros                   | 118   | 2,33 / 100,00   |      |
| Votos Inválidos         | Votos Inválidos          | 59    | 1,17 / 100,00   | 0,91 |
| Total                   | Total                    | 5 057 | 100,00 / 100,00 |      |
| Eleitorado/Participação | Eleitorado/Participação  | 7 882 | 64,16 / 100,00  | 1,79 |

| Freguesia           | %     | %     | %     | Votantes |
| Freguesia           | PSD   | PS    | PP    | Votantes |
| ------------------- | ----- | ----- | ----- | -------- |
| Almoster            | 68,18 | 18,18 | 10,80 | 528      |
| Alvaiázere          | 63,39 | 22,59 | 10,10 | 1 049    |
| Maçãs de Caminho    | 62,84 | 19,54 | 10,73 | 261      |
| Maçãs de Dona Maria | 68,70 | 16,53 | 11,88 | 1 313    |
| Pelmá               | 70,55 | 17,47 | 9,48  | 601      |
| Pussos              | 72,48 | 19,49 | 4,20  | 785      |
| Rego da Murta       | 73,65 | 18,08 | 4,42  | 520      |
| Alvaiázere          | 68,56 | 18,85 | 9,10  | 5 057    |

### Ansião
| Partido                 | Partido                        | Votos  | %               | +/-  |
| ----------------------- | ------------------------------ | ------ | --------------- | ---- |
|                         | Partido Social Democrata       | 4 590  | 56,24 / 100,00  | 2,12 |
|                         | Partido Socialista             | 2 575  | 31,55 / 100,00  | 1,29 |
|                         | Partido Popular                | 601    | 7,36 / 100,00   | 0,10 |
|                         | Coligação Democrática Unitária | 105    | 1,29 / 100,00   | 0,42 |
|                         | Outros                         | 164    | 2,01 / 100,00   |      |
| Votos Inválidos         | Votos Inválidos                | 127    | 1,56 / 100,00   | 0,19 |
| Total                   | Total                          | 8 162  | 100,00 / 100,00 |      |
| Eleitorado/Participação | Eleitorado/Participação        | 12 350 | 66,09 / 100,00  | 1,97 |

| Freguesia              | %     | %     | %     | %    | Votantes |
| Freguesia              | PSD   | PS    | PP    | CDU  | Votantes |
| ---------------------- | ----- | ----- | ----- | ---- | -------- |
| Alvorge                | 53,19 | 29,04 | 11,40 | 0,95 | 737      |
| Ansião                 | 44,30 | 41,06 | 7,92  | 2,72 | 1 325    |
| Avelar                 | 43,72 | 44,64 | 6,09  | 1,46 | 1 297    |
| Chão de Couce          | 58,51 | 29,16 | 7,70  | 1,09 | 1 468    |
| Lagarteira             | 59,68 | 28,89 | 6,67  | 0,63 | 315      |
| Pousaflores            | 67,42 | 22,79 | 6,09  | 0,84 | 838      |
| Santiago da Guarda     | 67,45 | 22,54 | 6,58  | 0,80 | 1 868    |
| Torre de Vale de Todos | 54,78 | 34,08 | 7,96  | 0,96 | 314      |
| Ansião                 | 56,24 | 31,55 | 7,36  | 1,29 | 8 162    |

### Batalha
| Partido                 | Partido                        | Votos  | %               | +/-  |
| ----------------------- | ------------------------------ | ------ | --------------- | ---- |
|                         | Partido Social Democrata       | 3 812  | 46,62 / 100,00  | 2,44 |
|                         | Partido Socialista             | 2 205  | 26,97 / 100,00  | 0,80 |
|                         | Partido Popular                | 1 590  | 19,44 / 100,00  | 0,88 |
|                         | Coligação Democrática Unitária | 132    | 1,61 / 100,00   | 0,61 |
|                         | Bloco de Esquerda              | 103    | 1,26 / 100,00   | Novo |
|                         | Outros                         | 104    | 1,28 / 100,00   |      |
| Votos Inválidos         | Votos Inválidos                | 231    | 2,82 / 100,00   | 0,65 |
| Total                   | Total                          | 8 177  | 100,00 / 100,00 |      |
| Eleitorado/Participação | Eleitorado/Participação        | 11 752 | 69,58 / 100,00  | 2,77 |

| Freguesia         | %     | %     | %     | %    | %    | Votantes |
| Freguesia         | PSD   | PS    | PP    | CDU  | BE   | Votantes |
| ----------------- | ----- | ----- | ----- | ---- | ---- | -------- |
| Batalha           | 38,29 | 31,51 | 21,48 | 2,32 | 1,81 | 3 748    |
| Golpilheira       | 44,71 | 27,75 | 21,69 | 1,75 | 0,72 | 973      |
| Reguengo do Fetal | 42,39 | 32,24 | 18,69 | 0,90 | 1,32 | 1 439    |
| São Mamede        | 66,04 | 14,38 | 15,12 | 0,74 | 0,45 | 2 017    |
| Batalha           | 46,62 | 26,97 | 19,44 | 1,61 | 1,26 | 8 177    |

### Bombarral
| Partido                 | Partido                        | Votos  | %               | +/-  |
| ----------------------- | ------------------------------ | ------ | --------------- | ---- |
|                         | Partido Socialista             | 2 588  | 37,75 / 100,00  | 0,74 |
|                         | Partido Social Democrata       | 2 575  | 37,56 / 100,00  | 0,14 |
|                         | Partido Popular                | 913    | 13,32 / 100,00  | 1,54 |
|                         | Coligação Democrática Unitária | 426    | 6,21 / 100,00   | 0,56 |
|                         | Bloco de Esquerda              | 99     | 1,44 / 100,00   | Novo |
|                         | Outros                         | 126    | 1,84 / 100,00   |      |
| Votos Inválidos         | Votos Inválidos                | 128    | 1,87 / 100,00   | 0,19 |
| Total                   | Total                          | 6 855  | 100,00 / 100,00 |      |
| Eleitorado/Participação | Eleitorado/Participação        | 11 869 | 57,76 / 100,00  | 3,51 |

| Freguesia | %     | %     | %     | %    | %    | Votantes |
| Freguesia | PS    | PSD   | PP    | CDU  | BE   | Votantes |
| --------- | ----- | ----- | ----- | ---- | ---- | -------- |
| Bombarral | 41,01 | 31,80 | 12,25 | 9,00 | 2,25 | 2 799    |
| Carvalhal | 36,01 | 41,20 | 14,55 | 3,52 | 0,93 | 1 505    |
| Pó        | 46,82 | 36,14 | 9,77  | 2,27 | 0,91 | 440      |
| Roliça    | 33,56 | 40,61 | 14,37 | 6,44 | 1,02 | 1 475    |
| Vale Covo | 30,97 | 48,27 | 15,09 | 2,52 | 0,47 | 636      |
| Bombarral | 37,75 | 37,56 | 13,32 | 6,21 | 1,44 | 6 855    |

### Caldas da Rainha
| Partido                 | Partido                        | Votos  | %               | +/-  |
| ----------------------- | ------------------------------ | ------ | --------------- | ---- |
|                         | Partido Social Democrata       | 9 571  | 41,38 / 100,00  | 1,02 |
|                         | Partido Socialista             | 8 710  | 37,66 / 100,00  | 1,92 |
|                         | Partido Popular                | 2 414  | 10,44 / 100,00  | 1,97 |
|                         | Coligação Democrática Unitária | 1 098  | 4,75 / 100,00   | 0,76 |
|                         | Bloco de Esquerda              | 511    | 2,21 / 100,00   | Novo |
|                         | Outros                         | 353    | 1,52 / 100,00   |      |
| Votos Inválidos         | Votos Inválidos                | 474    | 2,05 / 100,00   | 0,17 |
| Total                   | Total                          | 23 131 | 100,00 / 100,00 |      |
| Eleitorado/Participação | Eleitorado/Participação        | 38 753 | 59,69 / 100,00  | 3,11 |

| Freguesia                          | %     | %     | %     | %    | %    | Votantes |
| Freguesia                          | PSD   | PS    | PP    | CDU  | BE   | Votantes |
| ---------------------------------- | ----- | ----- | ----- | ---- | ---- | -------- |
| A dos Francos                      | 49,05 | 32,63 | 10,50 | 3,69 | 0,34 | 895      |
| Alvorninha                         | 56,14 | 26,44 | 11,73 | 2,31 | 0,61 | 1 475    |
| Caldas da Rainha (N. S. do Pópulo) | 34,94 | 42,03 | 9,95  | 6,43 | 3,36 | 7 173    |
| Caldas da Rainha (Santo Onofre)    | 30,32 | 47,05 | 9,04  | 6,68 | 3,12 | 4 268    |
| Carvalhal Benfeito                 | 63,89 | 16,83 | 13,13 | 0,96 | 0,68 | 731      |
| Coto                               | 37,41 | 47,37 | 5,83  | 3,76 | 2,07 | 532      |
| Foz do Arelho                      | 43,03 | 36,73 | 11,90 | 2,72 | 2,04 | 588      |
| Landal                             | 60,19 | 22,54 | 11,88 | 1,08 | 1,08 | 741      |
| Nadadouro                          | 46,25 | 27,47 | 14,85 | 4,27 | 2,90 | 586      |
| Salir de Matos                     | 47,30 | 36,00 | 8,20  | 2,51 | 1,06 | 1 036    |
| Salir do Porto                     | 37,22 | 44,62 | 6,73  | 5,61 | 1,79 | 446      |
| Santa Catarina                     | 55,06 | 24,30 | 14,58 | 2,46 | 1,26 | 1 749    |
| São Gregório                       | 46,53 | 26,62 | 16,67 | 3,94 | 1,16 | 432      |
| Serra do Bouro                     | 55,11 | 27,27 | 11,36 | 1,99 | 0,28 | 352      |
| Tornada                            | 32,66 | 46,71 | 8,53  | 5,94 | 1,61 | 1 430    |
| Vidais                             | 55,52 | 30,13 | 10,19 | 0,86 | 0,29 | 697      |
| Caldas da Rainha                   | 41,38 | 37,66 | 10,44 | 4,75 | 2,21 | 23 131   |

### Castanheira de Pera
| Partido                 | Partido                        | Votos | %               | +/-   |
| ----------------------- | ------------------------------ | ----- | --------------- | ----- |
|                         | Partido Socialista             | 1 100 | 57,41 / 100,00  | 2,29  |
|                         | Partido Social Democrata       | 586   | 30,58 / 100,00  | 0,29  |
|                         | Partido Popular                | 73    | 3,81 / 100,00   | 0,09  |
|                         | Coligação Democrática Unitária | 47    | 2,45 / 100,00   | 0,81  |
|                         | Outros                         | 37    | 1,93 / 100,00   |       |
| Votos Inválidos         | Votos Inválidos                | 73    | 3,81 / 100,00   | 1,46  |
| Total                   | Total                          | 1 916 | 100,00 / 100,00 |       |
| Eleitorado/Participação | Eleitorado/Participação        | 3 723 | 51,46 / 100,00  | 17,21 |

| Freguesia           | %     | %     | %    | %    | Votantes |
| Freguesia           | PS    | PSD   | PP   | CDU  | Votantes |
| ------------------- | ----- | ----- | ---- | ---- | -------- |
| Castanheira de Pera | 59,56 | 28,30 | 3,97 | 2,46 | 1 788    |
| Coentral            | 27,34 | 62,50 | 1,56 | 2,34 | 128      |
| Castanheira de Pera | 57,41 | 30,58 | 3,81 | 2,45 | 1 916    |

### Figueiró dos Vinhos
| Partido                 | Partido                        | Votos | %               | +/-  |
| ----------------------- | ------------------------------ | ----- | --------------- | ---- |
|                         | Partido Social Democrata       | 2 370 | 53,01 / 100,00  | 1,67 |
|                         | Partido Socialista             | 1 558 | 34,85 / 100,00  | 0,61 |
|                         | Partido Popular                | 283   | 6,33 / 100,00   | 0,71 |
|                         | Coligação Democrática Unitária | 60    | 1,34 / 100,00   | 0,41 |
|                         | Outros                         | 87    | 1,95 / 100,00   |      |
| Votos Inválidos         | Votos Inválidos                | 113   | 2,52 / 100,00   | 0,36 |
| Total                   | Total                          | 4 471 | 100,00 / 100,00 |      |
| Eleitorado/Participação | Eleitorado/Participação        | 6 839 | 65,38 / 100,00  | 6,05 |

| Freguesia           | %     | %     | %    | %    | Votantes |
| Freguesia           | PSD   | PS    | PP   | CDU  | Votantes |
| ------------------- | ----- | ----- | ---- | ---- | -------- |
| Aguda               | 58,06 | 29,91 | 6,18 | 1,21 | 906      |
| Arega               | 59,35 | 29,01 | 6,92 | 0,74 | 679      |
| Bairradas           | 49,88 | 40,68 | 4,12 | 0,73 | 413      |
| Campelo             | 33,85 | 58,46 | 1,54 | 1,92 | 260      |
| Figueiró dos Vinhos | 51,83 | 34,79 | 7,18 | 1,63 | 2 213    |
| Figueiró dos Vinhos | 53,01 | 34,85 | 6,33 | 1,34 | 4 471    |

### Leiria
| Partido                 | Partido                        | Votos  | %               | +/-  |
| ----------------------- | ------------------------------ | ------ | --------------- | ---- |
|                         | Partido Social Democrata       | 27 895 | 46,11 / 100,00  | 0,91 |
|                         | Partido Socialista             | 19 914 | 32,92 / 100,00  | 0,35 |
|                         | Partido Popular                | 7 566  | 12,51 / 100,00  | 1,69 |
|                         | Coligação Democrática Unitária | 1 693  | 2,80 / 100,00   | 0,30 |
|                         | Bloco de Esquerda              | 1 178  | 1,95 / 100,00   | Novo |
|                         | Outros                         | 842    | 1,38 / 100,00   |      |
| Votos Inválidos         | Votos Inválidos                | 1 413  | 2,33 / 100,00   | 0,09 |
| Total                   | Total                          | 60 501 | 100,00 / 100,00 |      |
| Eleitorado/Participação | Eleitorado/Participação        | 92 716 | 65,25 / 100,00  | 4,06 |

| Freguesia               | %     | %     | %     | %    | %    | Votantes |
| Freguesia               | PSD   | PS    | PP    | CDU  | BE   | Votantes |
| ----------------------- | ----- | ----- | ----- | ---- | ---- | -------- |
| Amor                    | 35,72 | 39,97 | 17,45 | 3,93 | 1,89 | 2 063    |
| Arrabal                 | 49,21 | 24,64 | 19,44 | 1,96 | 1,08 | 1 579    |
| Azoia                   | 40,22 | 38,58 | 12,61 | 2,61 | 1,34 | 1 340    |
| Bajouca                 | 75,97 | 8,91  | 11,40 | 0,47 | 1,09 | 1 290    |
| Barosa                  | 33,95 | 44,27 | 12,58 | 2,56 | 2,86 | 978      |
| Barreira                | 46,87 | 32,53 | 13,28 | 1,83 | 2,01 | 1 694    |
| Bidoeira de Cima        | 78,30 | 10,18 | 7,18  | 0,75 | 0,50 | 1 198    |
| Boa Vista               | 56,85 | 21,77 | 16,63 | 0,30 | 0,71 | 992      |
| Caranguejeira           | 71,47 | 16,12 | 8,61  | 0,46 | 0,60 | 2 822    |
| Carreira                | 40,97 | 36,11 | 14,06 | 3,30 | 1,04 | 576      |
| Carvide                 | 41,37 | 38,39 | 12,71 | 2,08 | 0,71 | 1 542    |
| Chainça                 | 59,12 | 21,88 | 15,36 | 0,96 | 0,58 | 521      |
| Coimbrão                | 35,38 | 45,55 | 10,28 | 2,01 | 0,32 | 944      |
| Colmeias                | 59,43 | 23,58 | 12,57 | 0,70 | 0,75 | 1 989    |
| Cortes                  | 39,23 | 41,58 | 11,63 | 1,60 | 2,35 | 1 746    |
| Leiria                  | 38,03 | 37,71 | 11,51 | 4,71 | 4,93 | 7 579    |
| Maceira                 | 38,50 | 37,36 | 12,92 | 4,91 | 2,03 | 5 319    |
| Marrazes                | 35,87 | 44,25 | 9,16  | 4,75 | 2,42 | 8 213    |
| Memória                 | 66,73 | 17,76 | 11,78 | 1,12 | 0,56 | 535      |
| Milagres                | 53,14 | 27,23 | 12,04 | 1,53 | 0,95 | 1 370    |
| Monte Real              | 36,67 | 42,06 | 10,79 | 3,02 | 3,65 | 1 260    |
| Monte Redondo           | 46,38 | 27,20 | 17,31 | 2,75 | 1,03 | 2 143    |
| Ortigosa                | 47,07 | 25,27 | 21,58 | 0,43 | 1,08 | 922      |
| Parceiros               | 40,43 | 42,59 | 9,00  | 2,16 | 1,44 | 1 667    |
| Pousos                  | 38,86 | 41,30 | 11,01 | 2,80 | 2,35 | 3 361    |
| Regueira de Pontes      | 36,95 | 33,59 | 20,84 | 2,84 | 0,95 | 1 161    |
| Santa Catarina da Serra | 67,94 | 14,32 | 13,57 | 0,77 | 0,41 | 2 218    |
| Santa Eufémia           | 63,91 | 17,47 | 13,87 | 0,72 | 0,86 | 1 391    |
| Souto da Carpalhosa     | 56,42 | 22,99 | 15,95 | 0,77 | 0,43 | 2 088    |
| Leiria                  | 46,11 | 32,92 | 12,51 | 2,80 | 1,95 | 60 501   |

### Marinha Grande
| Partido                 | Partido                        | Votos  | %               | +/-  |
| ----------------------- | ------------------------------ | ------ | --------------- | ---- |
|                         | Partido Socialista             | 7 848  | 44,73 / 100,00  | 0,57 |
|                         | Coligação Democrática Unitária | 3 846  | 21,92 / 100,00  | 0,63 |
|                         | Partido Social Democrata       | 3 482  | 19,85 / 100,00  | 0,21 |
|                         | Partido Popular                | 1 016  | 5,79 / 100,00   | 2,22 |
|                         | Bloco de Esquerda              | 443    | 2,53 / 100,00   | Novo |
|                         | PCTP/MRPP                      | 333    | 1,90 / 100,00   | 0,08 |
|                         | Outros                         | 155    | 0,88 / 100,00   |      |
| Votos Inválidos         | Votos Inválidos                | 421    | 2,40 / 100,00   | 0,08 |
| Total                   | Total                          | 17 544 | 100,00 / 100,00 |      |
| Eleitorado/Participação | Eleitorado/Participação        | 28 906 | 60,69 / 100,00  | 6,04 |

| Freguesia        | %     | %     | %     | %    | %    | %    | Votantes |
| Freguesia        | PS    | CDU   | PSD   | PP   | BE   | PCTP | Votantes |
| ---------------- | ----- | ----- | ----- | ---- | ---- | ---- | -------- |
| Marinha Grande   | 44,41 | 23,27 | 18,97 | 5,54 | 2,62 | 1,86 | 14 489   |
| Vieira de Leiria | 46,28 | 15,52 | 23,99 | 6,97 | 2,09 | 2,06 | 3 055    |
| Marinha Grande   | 44,73 | 21,92 | 19,85 | 5,79 | 2,53 | 1,90 | 17 544   |

### Nazaré
| Partido                 | Partido                        | Votos  | %               | +/-  |
| ----------------------- | ------------------------------ | ------ | --------------- | ---- |
|                         | Partido Socialista             | 3 717  | 50,42 / 100,00  | 0,39 |
|                         | Partido Social Democrata       | 2 200  | 29,84 / 100,00  | 1,73 |
|                         | Coligação Democrática Unitária | 593    | 8,04 / 100,00   | 1,70 |
|                         | Partido Popular                | 384    | 5,21 / 100,00   | 1,66 |
|                         | Bloco de Esquerda              | 206    | 2,79 / 100,00   | Novo |
|                         | Outros                         | 115    | 1,56 / 100,00   |      |
| Votos Inválidos         | Votos Inválidos                | 157    | 2,13 / 100,00   | 0,02 |
| Total                   | Total                          | 7 372  | 100,00 / 100,00 |      |
| Eleitorado/Participação | Eleitorado/Participação        | 13 014 | 56,65 / 100,00  | 8,04 |

| Freguesia         | %     | %     | %     | %    | %    | Votantes |
| Freguesia         | PS    | PSD   | CDU   | PP   | BE   | Votantes |
| ----------------- | ----- | ----- | ----- | ---- | ---- | -------- |
| Famalicão         | 47,35 | 36,94 | 4,06  | 6,45 | 1,25 | 961      |
| Nazaré            | 53,14 | 29,43 | 5,79  | 5,29 | 3,06 | 4 838    |
| Valado dos Frades | 43,93 | 26,76 | 17,42 | 4,20 | 2,92 | 1 573    |
| Nazaré            | 50,42 | 29,84 | 8,04  | 5,21 | 2,79 | 7 372    |

### Óbidos
| Partido                 | Partido                        | Votos | %               | +/-  |
| ----------------------- | ------------------------------ | ----- | --------------- | ---- |
|                         | Partido Socialista             | 2 562 | 47,25 / 100,00  | 1,71 |
|                         | Partido Social Democrata       | 1 931 | 35,61 / 100,00  | 0,19 |
|                         | Partido Popular                | 411   | 7,58 / 100,00   | 1,13 |
|                         | Coligação Democrática Unitária | 246   | 4,54 / 100,00   | 0,45 |
|                         | Bloco de Esquerda              | 68    | 1,25 / 100,00   | Novo |
|                         | Outros                         | 100   | 1,84 / 100,00   |      |
| Votos Inválidos         | Votos Inválidos                | 104   | 1,92 / 100,00   | 0,71 |
| Total                   | Total                          | 5 422 | 100,00 / 100,00 |      |
| Eleitorado/Participação | Eleitorado/Participação        | 9 491 | 57,13 / 100,00  | 4,44 |

| Freguesia            | %     | %     | %    | %    | %    | Votantes |
| Freguesia            | PS    | PSD   | PP   | CDU  | BE   | Votantes |
| -------------------- | ----- | ----- | ---- | ---- | ---- | -------- |
| A-dos-Negros         | 50,25 | 28,84 | 8,79 | 6,44 | 1,73 | 808      |
| Amoreira             | 50,47 | 34,08 | 5,40 | 2,98 | 0,93 | 537      |
| Gaeiras              | 55,58 | 25,17 | 6,71 | 6,61 | 1,58 | 1 013    |
| Óbidos (Santa Maria) | 45,38 | 37,50 | 6,52 | 5,30 | 1,49 | 736      |
| Óbidos (São Pedro)   | 44,81 | 37,59 | 7,67 | 5,56 | 1,50 | 665      |
| Olho Marinho         | 48,94 | 33,97 | 9,21 | 3,65 | 1,34 | 521      |
| Sobral da Lagoa      | 48,48 | 33,77 | 7,36 | 4,76 | 0,43 | 231      |
| Usseira              | 26,02 | 61,99 | 9,05 | 0,45 | 0,23 | 442      |
| Vau                  | 44,35 | 43,71 | 8,32 | 0,64 | 0,64 | 469      |
| Óbidos               | 47,25 | 35,61 | 7,58 | 4,54 | 1,25 | 5 422    |

### Pedrogão Grande
| Partido                 | Partido                  | Votos | %               | +/-  |
| ----------------------- | ------------------------ | ----- | --------------- | ---- |
|                         | Partido Social Democrata | 1 652 | 59,28 / 100,00  | 0,07 |
|                         | Partido Socialista       | 854   | 30,64 / 100,00  | 1,07 |
|                         | Partido Popular          | 130   | 4,66 / 100,00   | 0,63 |
|                         | Outros                   | 88    | 3,15 / 100,00   |      |
| Votos Inválidos         | Votos Inválidos          | 63    | 2,26 / 100,00   | 0,20 |
| Total                   | Total                    | 2 787 | 100,00 / 100,00 |      |
| Eleitorado/Participação | Eleitorado/Participação  | 4 229 | 65,90 / 100,00  | 0,66 |

| Freguesia       | %     | %     | %    | Votantes |
| Freguesia       | PSD   | PS    | PP   | Votantes |
| --------------- | ----- | ----- | ---- | -------- |
| Graça           | 65,70 | 25,00 | 3,66 | 656      |
| Pedrógão Grande | 55,06 | 34,59 | 5,18 | 1 622    |
| Vila Facaia     | 64,44 | 25,34 | 4,32 | 509      |
| Pedrógão Grande | 59,28 | 30,64 | 4,66 | 2 787    |

### Peniche
| Partido                 | Partido                        | Votos  | %               | +/-  |
| ----------------------- | ------------------------------ | ------ | --------------- | ---- |
|                         | Partido Socialista             | 6 315  | 50,18 / 100,00  | 2,35 |
|                         | Partido Social Democrata       | 3 590  | 28,53 / 100,00  | 2,71 |
|                         | Coligação Democrática Unitária | 1 073  | 8,53 / 100,00   | 0,08 |
|                         | Partido Popular                | 874    | 6,95 / 100,00   | 1,45 |
|                         | Bloco de Esquerda              | 224    | 1,78 / 100,00   | Novo |
|                         | PCTP/MRPP                      | 138    | 1,10 / 100,00   | 0,20 |
|                         | Outros                         | 97     | 0,77 / 100,00   |      |
| Votos Inválidos         | Votos Inválidos                | 273    | 2,17 / 100,00   | 0,32 |
| Total                   | Total                          | 12 584 | 100,00 / 100,00 |      |
| Eleitorado/Participação | Eleitorado/Participação        | 22 465 | 56,02 / 100,00  | 6,09 |

| Freguesia           | %     | %     | %     | %    | %    | %    | Votantes |
| Freguesia           | PS    | PSD   | CDU   | PP   | BE   | PCTP | Votantes |
| ------------------- | ----- | ----- | ----- | ---- | ---- | ---- | -------- |
| Atouguia da Baleia  | 43,52 | 40,49 | 2,41  | 8,58 | 1,09 | 0,44 | 3 658    |
| Ferrel              | 58,83 | 23,79 | 5,73  | 5,44 | 1,07 | 1,36 | 1 030    |
| Peniche (Ajuda)     | 50,78 | 22,48 | 13,52 | 7,07 | 2,62 | 1,56 | 3 661    |
| Peniche (Conceição) | 55,25 | 21,35 | 10,54 | 6,34 | 2,06 | 0,83 | 2 286    |
| Peniche (São Pedro) | 51,99 | 27,48 | 9,50  | 6,11 | 1,95 | 1,10 | 1 179    |
| Serra d'El-Rei      | 49,61 | 29,74 | 10,13 | 3,64 | 0,91 | 2,47 | 770      |
| Peniche             | 50,18 | 28,53 | 8,53  | 6,95 | 1,78 | 1,10 | 12 584   |

### Pombal
| Partido                 | Partido                        | Votos  | %               | +/-  |
| ----------------------- | ------------------------------ | ------ | --------------- | ---- |
|                         | Partido Social Democrata       | 13 189 | 52,54 / 100,00  | 1,64 |
|                         | Partido Socialista             | 8 400  | 33,46 / 100,00  | 2,23 |
|                         | Partido Popular                | 2 026  | 8,07 / 100,00   | 1,28 |
|                         | Coligação Democrática Unitária | 370    | 1,47 / 100,00   | 0,20 |
|                         | Bloco de Esquerda              | 307    | 1,22 / 100,00   | Novo |
|                         | Outros                         | 339    | 1,35 / 100,00   |      |
| Votos Inválidos         | Votos Inválidos                | 472    | 1,88 / 100,00   | 0,44 |
| Total                   | Total                          | 25 103 | 100,00 / 100,00 |      |
| Eleitorado/Participação | Eleitorado/Participação        | 45 296 | 55,42 / 100,00  | 0,98 |

| Freguesia           | %     | %     | %     | %    | %    | Votantes |
| Freguesia           | PSD   | PS    | PP    | CDU  | BE   | Votantes |
| ------------------- | ----- | ----- | ----- | ---- | ---- | -------- |
| Abiul               | 69,91 | 18,75 | 7,04  | 0,81 | 0,56 | 1 605    |
| Albergaria dos Doze | 49,76 | 37,30 | 7,38  | 1,34 | 1,63 | 1 043    |
| Almagreira          | 59,41 | 28,76 | 7,21  | 0,42 | 0,84 | 1 429    |
| Carnide             | 77,03 | 9,42  | 9,31  | 0,47 | 0,47 | 849      |
| Carriço             | 49,23 | 38,30 | 6,86  | 1,11 | 0,86 | 1 619    |
| Guia                | 50,78 | 37,44 | 6,83  | 0,86 | 1,26 | 1 274    |
| Ilha                | 73,97 | 13,62 | 8,78  | 0,40 | 0,61 | 991      |
| Louriçal            | 49,34 | 36,36 | 7,88  | 1,55 | 1,91 | 2 195    |
| Mata Mourisca       | 65,08 | 22,43 | 7,40  | 0,66 | 0,44 | 905      |
| Meirinhas           | 69,26 | 17,51 | 9,60  | 0,39 | 1,04 | 771      |
| Pelariga            | 46,42 | 37,34 | 10,55 | 1,19 | 0,46 | 1 090    |
| Pombal              | 40,38 | 44,18 | 7,07  | 2,90 | 2,21 | 5 971    |
| Redinha             | 42,31 | 45,13 | 8,01  | 1,09 | 0,82 | 1 099    |
| Santiago de Litém   | 43,86 | 39,90 | 9,01  | 1,52 | 1,09 | 1 188    |
| São Simão de Litém  | 56,28 | 25,44 | 13,00 | 1,21 | 0,88 | 908      |
| Vermoil             | 57,74 | 26,78 | 10,15 | 1,66 | 0,29 | 1 389    |
| Vila Cã             | 57,40 | 29,99 | 8,24  | 0,90 | 0,51 | 777      |
| Pombal              | 52,54 | 33,46 | 8,07  | 1,47 | 1,22 | 25 103   |

### Porto de Mós
| Partido                 | Partido                        | Votos  | %               | +/-  |
| ----------------------- | ------------------------------ | ------ | --------------- | ---- |
|                         | Partido Social Democrata       | 5 614  | 43,10 / 100,00  | 0,14 |
|                         | Partido Socialista             | 4 752  | 36,48 / 100,00  | 2,70 |
|                         | Partido Popular                | 1 629  | 12,50 / 100,00  | 4,07 |
|                         | Coligação Democrática Unitária | 361    | 2,77 / 100,00   | 0,53 |
|                         | Bloco de Esquerda              | 175    | 1,34 / 100,00   | Novo |
|                         | Outros                         | 215    | 1,65 / 100,00   |      |
| Votos Inválidos         | Votos Inválidos                | 181    | 2,16 / 100,00   | 0,36 |
| Total                   | Total                          | 13 027 | 100,00 / 100,00 |      |
| Eleitorado/Participação | Eleitorado/Participação        | 19 460 | 66,94 / 100,00  | 2,23 |

| Freguesia                       | %     | %     | %     | %    | %    | Votantes |
| Freguesia                       | PSD   | PS    | PP    | CDU  | BE   | Votantes |
| ------------------------------- | ----- | ----- | ----- | ---- | ---- | -------- |
| Alcaria                         | 57,67 | 15,81 | 16,28 | 1,86 | 1,86 | 215      |
| Alqueidão da Serra              | 43,48 | 39,81 | 8,05  | 3,50 | 1,75 | 1 143    |
| Alvados                         | 68,44 | 13,69 | 16,20 | 0    | 0,28 | 358      |
| Arrimal                         | 63,22 | 17,62 | 12,56 | 0,66 | 1,54 | 454      |
| Calvaria de Cima                | 33,17 | 44,69 | 14,90 | 2,78 | 0,79 | 1 007    |
| Juncal                          | 42,66 | 32,42 | 13,25 | 4,10 | 1,93 | 1 758    |
| Mendiga                         | 37,36 | 42,78 | 13,36 | 1,44 | 1,62 | 554      |
| Mira de Aire                    | 31,67 | 49,60 | 9,47  | 3,96 | 1,59 | 2 270    |
| Pedreiras                       | 47,03 | 35,31 | 11,09 | 2,19 | 0,94 | 1 280    |
| Porto de Mós (São João Batista) | 38,88 | 39,75 | 14,01 | 2,14 | 1,43 | 1 263    |
| Porto de Mós (São Pedro)        | 40,14 | 37,28 | 14,90 | 2,67 | 1,37 | 1 537    |
| São Bento                       | 76,44 | 8,35  | 11,87 | 0,74 | 0,37 | 539      |
| Serro Ventoso                   | 50,69 | 27,58 | 15,87 | 2,47 | 0,46 | 649      |
| Porto de Mós                    | 43,10 | 36,48 | 12,50 | 2,77 | 1,34 | 13 027   |